# Felix Hebert
Felix Hebert (Saint-Hyacinthe, 1874. december 11. – Warwick, 1969. december 14.) az Amerikai Egyesült Államok szenátora (Rhode Island, 1929–1935).